# Xanthostigma gobicola
Xanthostigma gobicola is een kameelhalsvliegensoort uit de familie van de Raphidiidae. De soort komt voor in de China en Mongolië.
Xanthostigma gobicola werd voor het eerst wetenschappelijk beschreven door U. Aspöck & H. Aspöck in 1990.